# ASB Classic (WTA)
L'ASB Classic è un torneo di tennis che si disputa ad Auckland in Nuova Zelanda su campi di cemento durante la prima settimana dell'anno. Fin dal 1986 questo evento fa parte del WTA Tour. Dal 2009 al 2020 è stato classificato come torneo International, mentre dal 2021 è entrato a far parte della categoria WTA 250.
Nel 2008 è stata installata come superficie la plexicushion uguale a quella utilizzata all'Australian Open.
Prima dell'Era Open era conosciuto come New Zealand Championships. Nel 2019 ha vinto il premio come miglior torneo di categoria. Le edizioni del 2021 e del 2022 non vengono disputate a causa della pandemia di COVID-19. L'edizione del 2023 è stata disputata parzialmente su campi di cemento indoor a causa di persistenti piogge, su identica superficie a quella dei campi all'aperto, ricevendo critiche dalle tenniste partecipanti per lo stato della superficie di gioco e per la tempistica degli spostamenti.
Patty Fendick, Eléni Daniilídou, Julia Görges e Coco Gauff condividono il record per maggior numero di titoli vinti nel singolare, due ciascuna, mentre nel doppio Patty Fendick di nuovo, e Cara Black sono le primatiste con tre titoli vinti nel loro palmares.

## Albo d'oro

### Singolare
| Anno           | Categoria                             | Vincitrice                            | Finalista                             | Punteggio                             |
| -------------- | ------------------------------------- | ------------------------------------- | ------------------------------------- | ------------------------------------- |
| Pre - Era Open |                                       |                                       |                                       |                                       |
| 1956           | Indipendente                          | Mary Hawton                           | Thelma Coyne Long                     | 8–6, 10–8                             |
| 1957           | Indipendente                          | Margaret Hellyer                      | Ruia Morrison                         | 6–4, 6–4                              |
| 1958           | Indipendente                          | Angela Mortimer                       | Ruia Morrison                         | 6–2, 6–1                              |
| 1959           | Indipendente                          | Ruia Morrison (1)                     | Jan Lehane                            | 6–4, 6–4                              |
| 1960           | Indipendente                          | Ruia Morrison (2)                     | Margaret Smith                        | 6–2, 6–4                              |
| 1961           | Indipendente                          | Jan Lehane                            | Ruia Morrison                         | 6–0, 6–3                              |
| 1962           | Indipendente                          | Darlene Hard                          | Ruia Morrison                         | 7–5, 7–5                              |
| 1963           | Indipendente                          | Lesley Turner                         | Ruia Morrison                         | 6–2, 6–1                              |
| 1964           | Indipendente                          | Margaret Smith (1)                    | Jan Lehane                            | 6–4, 3–6, 6–0                         |
| 1965           | Indipendente                          | Rita Bentley                          | Jill Blackman                         | 6–4, 6–3                              |
| 1966           | Indipendente                          | Margaret Smith (2)                    | Kerry Melville                        | 6–1, 6–1                              |
| 1967           | Indipendente                          | Rosie Casals                          | Françoise Dürr                        | 6–2, 7–5                              |
| 1968           | Indipendente                          | Kerry Melville (1)                    | Gail Sherriff                         | 8–6, 6–1                              |
| Era Open       |                                       |                                       |                                       |                                       |
| 1969           | Grand Prix                            | Ann Jones (1)                         | Karen Krantzcke                       | 6–1, 6–1                              |
| 1970           | Indipendente                          | Ann Jones (2)                         | Kerry Melville                        | 0–6, 6–4, 6–1                         |
| 1971           | WTA Tour                              | Margaret Smith Court (3)              | Evonne Goolagong                      | 3–6, 7–6, 6–2                         |
| 1972           | WTA Tour                              | Kerry Melville (2)                    | Rosie Casals                          | 6–2, 6–0                              |
| 1973           | WTA Tour                              | Evonne Goolagong (1)                  | Marilyn Pryde                         | 6–0, 6–1                              |
| 1974           | WTA Tour                              | Evonne Goolagong (2)                  | Ann Kiyomura                          | 6–3, 6–1                              |
| 1975           | WTA Tour                              | Evonne Goolagong (3)                  | Linda Mottram                         | 6–2, 7–5                              |
| 1976           | WTA Tour                              | Sue Barker vs Helga Niessen Masthoff  |                                       | 6–5 interrotta per pioggia            |
| 1977           | WTA Tour                              | Heidi Eisterlehner                    | Karen Krantzcke                       | 6–4, 6–4                              |
| 1978           | WTA Tour                              | Helena Anilot                         | Marilyn Tesch                         | 6–4, 6–3                              |
| 1979           | WTA Tour                              | Pam Whytcross (1)                     | Brenda Perry                          | 6–3, 7–5                              |
| 1980           | WTA Tour                              | Janet Newberry                        | Judy Connor Chaloner                  | 6–2, 6–1                              |
| 1981           | WTA Tour                              | Pam Whytcross (2)                     | Chris Newton                          | 3–6, 6–4, 6–1                         |
| 1982           | WTA Tour                              | Susan Hagey                           | Belinda Cordwell                      | 6–4, 6–2                              |
| 1983- 1985     | Non disputato                         | Non disputato                         | Non disputato                         | Non disputato                         |
| 1986           | WTA Tour                              | Anne Hobbs                            | Louise Field                          | 6–3, 6–1                              |
| 1987           | WTA Tour                              | Gretchen Magers                       | Terry Phelps                          | 6–2, 6–3                              |
| 1988           | Tier V                                | Patty Fendick (1)                     | Sara Gomer                            | 6–3, 7–6                              |
| 1989           | Tier V                                | Patty Fendick (2)                     | Belinda Cordwell                      | 6–2, 6–0                              |
| 1990           | Tier V                                | Leila Meskhi                          | Sabine Appelmans                      | 6–1, 6–0                              |
| 1991           | Tier V                                | Eva Švíglerová                        | Andrea Strnadová (1)                  | 6–2, 0–6, 6–1                         |
| 1992           | Tier V                                | Robin White                           | Andrea Strnadová (2)                  | 2–6, 6–4, 6–3                         |
| 1993           | Tier IV                               | Elna Reinach                          | Caroline Kuhlman                      | 6–0, 6–0                              |
| 1994           | Tier IV                               | Ginger Helgeson Nielsen               | Inés Gorrochategui                    | 7–6(4), 6–3                           |
| 1995           | Tier IV                               | Nicole Bradtke                        | Ginger Helgeson Nielsen               | 3–6, 6–2, 6–1                         |
| 1996           | Tier IV                               | Sandra Cacic                          | Barbara Paulus                        | 6–3, 1–6, 6–4                         |
| 1997           | Tier IV                               | Marion Maruska                        | Judith Wiesner                        | 6–3, 6–1                              |
| 1998           | Tier IV                               | Dominique van Roost                   | Silvia Farina Elia                    | 4–6, 7–6, 7–5                         |
| 1999           | Tier IV                               | Julie Halard-Decugis                  | Dominique van Roost                   | 6–4, 6–1                              |
| 2000           | Tier IV                               | Anne Kremer                           | Cara Black                            | 6–4, 6–4                              |
| 2001           | Tier V                                | Meilen Tu                             | Paola Suárez                          | 7–6(8), 6–2                           |
| 2002           | Tier IV                               | Anna Smashnova                        | Tat'jana Panova                       | 6–2, 6–2                              |
| 2003           | Tier IV                               | Eléni Daniilídou (1)                  | Cho Yoon-jeong                        | 6–4, 4–6, 7–6(2)                      |
| 2004           | Tier IV                               | Eléni Daniilídou (2)                  | Ashley Harkleroad                     | 6–3, 6–2                              |
| 2005           | Tier IV                               | Katarina Srebotnik                    | Shinobu Asagoe                        | 5–7, 7–5, 6–4                         |
| 2006           | Tier IV                               | Marion Bartoli                        | Vera Zvonarëva (1)                    | 6–2, 6–2                              |
| 2007           | Tier IV                               | Jelena Janković                       | Vera Zvonarëva (2)                    | 7–6(9), 5–7, 6–3                      |
| 2008           | Tier IV                               | Lindsay Davenport                     | Aravane Rezaï                         | 6–2, 6–2                              |
| 2009           | International                         | Elena Dement'eva                      | Elena Vesnina                         | 6–4, 6–1                              |
| 2010           | International                         | Yanina Wickmayer                      | Flavia Pennetta (1)                   | 6–3, 6–2                              |
| 2011           | International                         | Gréta Arn                             | Yanina Wickmayer (1)                  | 6–3, 6–3                              |
| 2012           | International                         | Zheng Jie                             | Flavia Pennetta (2)                   | 2–6, 6–3, 2–0 rit.                    |
| 2013           | International                         | Agnieszka Radwańska                   | Yanina Wickmayer (2)                  | 6–4, 6–4                              |
| 2014           | International                         | Ana Ivanović                          | Venus Williams                        | 6–2, 5–7, 6–4                         |
| 2015           | International                         | Venus Williams                        | Caroline Wozniacki (1)                | 2–6, 6–3, 6–3                         |
| 2016           | International                         | Sloane Stephens                       | Julia Görges                          | 7–5, 6–2                              |
| 2017           | International                         | Lauren Davis                          | Ana Konjuh                            | 6–3, 6–1                              |
| 2018           | International                         | Julia Görges (1)                      | Caroline Wozniacki (2)                | 6–4, 7–6(4)                           |
| 2019           | International                         | Julia Görges (2)                      | Bianca Andreescu                      | 2–6, 7–5, 6–1                         |
| 2020           | International                         | Serena Williams                       | Jessica Pegula                        | 6–3, 6–4                              |
| 2021-2022      | Annullato per pandemia di Coronavirus | Annullato per pandemia di Coronavirus | Annullato per pandemia di Coronavirus | Annullato per pandemia di Coronavirus |
| 2023           | WTA 250                               | Coco Gauff (1)                        | Rebeka Masarova                       | 6–1, 6–1                              |
| 2024           | WTA 250                               | Coco Gauff (2)                        | Elina Svitolina                       | 6(4)–7, 6–3, 6–3                      |
| 2025           | WTA 250                               | Clara Tauson                          | Naomi Ōsaka                           | 4-6, rit.                             |

### Doppio
| Anno         | Categoria                             | Vincitrici                                 | Finaliste                                     | Punteggio                             |
| ------------ | ------------------------------------- | ------------------------------------------ | --------------------------------------------- | ------------------------------------- |
| Pre-Era Open |                                       |                                            |                                               |                                       |
| 1956         | Indipendente                          | Mary Hawton Thelma Long                    | Judy Tinnock Elaine Becroft                   | 6–2, 6–4                              |
| 1957         | Indipendente                          | Lorraine Coghlan Margaret Hellyer          |                                               |                                       |
| 1958         | Indipendente                          | Sonia Cox Judy Tinnock (1)                 | Ruia Morrison Heather Redwood                 | 9–7, 6–1                              |
| 1959         | Indipendente                          | Mary Reitano (1) M Turner                  | Betty Holstein Jan Lehane                     | 4–6, 6–3, 6–2                         |
| 1960         | Indipendente                          | Ruia Morrison Judy Tinnock (2)             | Marion Johnston Margaret Smith                | 6–3, 6–1                              |
| 1961         | Indipendente                          | Jan Lehane (1) Lesley Turner (1)           | Ruia Morrison Heather Robson                  | 6–2, 6–2                              |
| 1962         | Indipendente                          | Darlene Hard Elizabeth Terry               | Ruia Morrison Anne Smith                      | 9–7, 8–6                              |
| 1963         | Indipendente                          | Kaye Denning Lesley Turner (2)             | Carol Newman Elizabeth Starkie                | 6–2, 6–3                              |
| 1964         | Indipendente                          | Jan Lehane (2) Margaret Smith (1)          | Ethne Green Elizabeth Terry                   | 6–2, 6–2                              |
| 1965         | Indipendente                          | Jill Blackman Judy Tegart                  | Elaine Becroft Ruia Morrison                  | 9–7, 7–9, 6–1                         |
| 1966         | Indipendente                          | Margaret Smith (2) Lesley Turner (3)       | Elaine Becroft Heather Redwood                | 6–2, 6–1                              |
| 1967         | Indipendente                          | Rosie Casals (1) Francoise Durr            | Kerry Melville Gail Sherriff                  | 6–4, 10–8                             |
| 1968         | Indipendente                          | Kerry Melville Gail Sherriff               | Ada Bakker Astrid Suurbeek                    | 6–0, 6–2                              |
| Era Open     |                                       |                                            |                                               |                                       |
| 1969         | Grand Prix                            | Billie Jean King (1) Ann Jones (1)         | Helen Gourlay Karen Krantzcke                 | 6–2, 10–8                             |
| 1970         | Indipendente                          | Margaret Court (3) Ann Jones (2)           | Karen Krantzcke Kerry Melville                | 6–0, 6–4                              |
| 1971         | Grand Prix                            | Margaret Court (4) Evonne Goolagong (1)    | Lesley Bowrey Winnie Shaw                     | 7–6, 6–0                              |
| 1972         | Indipendente                          | Rosie Casals (2) Billie Jean King (2)      | Judy Dalton Francoise Durr                    | 7–6, 4–6, 7–5                         |
| 1973         | Indipendente                          | Evonne Goolagong (2) Janet Young (1)       | Pat Coleman Marilyn Tesch                     | 6–1, 6–3                              |
| 1974         | Grand Prix                            | Evonne Goolagong (3) Janet Young (2)       | Peggy Michel Wendy Turnbull                   | 7–6, 6–1                              |
| 1975         | Grand Prix                            | Evonne Goolagong (4) Wendy Turnbull        | Laura duPont Cecilia Martinez                 | 6–3, 4–6, 6–4                         |
| 1976         | Doppio non completato per pioggia     | Doppio non completato per pioggia          | Doppio non completato per pioggia             | Doppio non completato per pioggia     |
| 1977         | Grand Prix                            | Rayni Fox Kathleen Harter                  | Heidi Eisterlehner Karen Krantzcke            | 6–7, 6–3, 7–5                         |
| 1978         | Grand Prix                            | Christine Newton Julia Sim                 | Christensen Marilyn Tesch                     | 4–6, 6–2, 9–7                         |
| 1979         | Grand Prix                            | J Gardiner Lise Senn                       | Dorte Ekner Birgitte Hermansen                | 7–6, 7–6                              |
| 1980         | Grand Prix                            | Judy Chaloner Janet Newberry               |                                               |                                       |
| 1981         | Grand Prix                            | S Chapman Pam Whytcross                    |                                               |                                       |
| 1982- 1985   | Non disputato                         | Non disputato                              | Non disputato                                 | Non disputato                         |
| 1986         | WTA Tour                              | Anne Hobbs Candy Reynolds                  | Lea Antonoplis Adriana Villagran-Reami        | 6–1, 6–3                              |
| 1987         | WTA Tour                              | Anna Maria Fernández Julie Richardson      | Gretchen Magers Elizabeth Minter              | 4–6, 6–4, 6–2                         |
| 1988         | Tier V                                | Patty Fendick (1) Jill Hetherington (1)    | Cammy MacGregor Cynthia MacGregor             | 6–2, 6–1                              |
| 1989         | Tier V                                | Patty Fendick (2) Jill Hetherington (2)    | Elizabeth Smylie Janine Thompson              | 6–4, 6–4                              |
| 1990         | Tier V                                | Natalija Medvedjeva Leila Meskhi           | Jill Hetherington Robin White                 | 3–6, 6–3, 7–6                         |
| 1991         | Tier V                                | Patty Fendick (3) Larisa Neiland           | Jo-Anne Faull Julie Richardson                | 6–3, 6–3                              |
| 1992         | Tier V                                | Rosalyn Fairbank Raffaella Reggi           | Jill Hetherington Kathy Rinaldi Stunkel       | 1–6, 6–1, 7–5                         |
| 1993         | Tier IV                               | Isabelle Demongeot Elna Reinach (1)        | Jill Hetherington Kathy Rinaldi Stunkel       | 6–2, 6–4                              |
| 1994         | Tier IV                               | Patricia Hy-Boulais Mercedes Paz           | Jenny Byrne Julie Richardson                  | 6–4, 7–6(3)                           |
| 1995         | Tier IV                               | Jill Hetherington (3) Elna Reinach (2)     | Laura Golarsa Caroline Vis                    | 7–6, 6–2                              |
| 1996         | Tier IV                               | Els Callens Julie Halard                   | Jill Hetherington Kristine Kunce              | 6–1, 6–0                              |
| 1997         | Tier IV                               | Janette Husárová (1) Dominique Monami      | Aleksandra Olsza Elena Wagner                 | 6–2, 6–7, 6–3                         |
| 1998         | Tier IV                               | Nana Miyagi Tamarine Tanasugarn            | Julie Halard Janette Husárová                 | 7–6, 6–4                              |
| 1999         | Tier IV                               | Silvia Farina Elia Barbara Schett          | Seda Noorlander Marlene Weingärtner           | 6–2, 7–6(2)                           |
| 2000         | Tier IV                               | Cara Black (1) Alexandra Fusai (1)         | Barbara Schwartz Patricia Wartusch            | 3–6, 6–3, 6–4                         |
| 2001         | Tier V                                | Alexandra Fusai (2) Rita Grande            | Emmanuelle Gagliardi Barbara Schett           | 7–6(4), 6–3                           |
| 2002         | Tier IV                               | Nicole Arendt Liezel Huber (1)             | Květa Hrdličková Henrieta Nagyová             | 7–5, 6–4                              |
| 2003         | Tier IV                               | Teryn Ashley Abigail Spears                | Cara Black Elena Lichovceva                   | 6–2, 2–6, 6–0                         |
| 2004         | Tier IV                               | Mervana Jugić-Salkić Jelena Kostanić Tošić | Virginia Ruano Pascual Paola Suárez           | 7–6(6), 3–6, 6–1                      |
| 2005         | Tier IV                               | Shinobu Asagoe Katarina Srebotnik (1)      | Leanne Baker Francesca Lubiani                | 6–3, 6–3                              |
| 2006         | Tier IV                               | Elena Lichovceva Vera Zvonarëva            | Émilie Loit Barbora Záhlavová                 | 6–3, 6–4                              |
| 2007         | Tier IV                               | Janette Husárová (2) Paola Suárez          | Hsieh Su-wei Shikha Uberoi                    | 6–0, 6–2                              |
| 2008         | Tier IV                               | Marija Korytceva Lilia Osterloh            | Martina Müller Barbora Záhlavová              | 6–3, 6–4                              |
| 2009         | International                         | Nathalie Dechy Mara Santangelo             | Nuria Llagostera Vives Arantxa Parra Santonja | 4–6, 7–6(3), [12–10]                  |
| 2010         | International                         | Cara Black (2) Liezel Huber (2)            | Natalie Grandin Laura Granville               | 7–6(4), 6–2                           |
| 2011         | International                         | Květa Peschke Katarina Srebotnik (2)       | Sofia Arvidsson Marina Eraković               | 6–3, 6–0                              |
| 2012         | International                         | Andrea Hlaváčková Lucie Hradecká           | Julia Görges Flavia Pennetta                  | 6(2)–7, 6–2, [10–7]                   |
| 2013         | International                         | Cara Black (3) Anastasija Rodionova        | Julia Görges Jaroslava Švedova                | 2–6, 6–2, [10–5]                      |
| 2014         | International                         | Sharon Fichman Maria Sanchez               | Lucie Hradecká Michaëlla Krajicek             | 2–6, 6–0, [10–4]                      |
| 2015         | International                         | Sara Errani (1) Roberta Vinci              | Shūko Aoyama Renata Voráčová                  | 6–2, 6–1                              |
| 2016         | International                         | Elise Mertens An-Sophie Mestach            | Danka Kovinić Barbora Strýcová                | 6–2, 6–1                              |
| 2017         | International                         | Kiki Bertens Johanna Larsson               | Demi Schuurs Renata Voráčová                  | 6–2, 6–2                              |
| 2018         | International                         | Sara Errani (2) Bibiane Schoofs            | Eri Hozumi Miyu Katō                          | 7–5, 6–1                              |
| 2019         | International                         | Eugenie Bouchard Sofia Kenin               | Paige Hourigan Taylor Townsend                | 1–6, 6–1, [10–7]                      |
| 2020         | International                         | Asia Muhammad Taylor Townsend              | Serena Williams Caroline Wozniacki            | 6–4, 6–4                              |
| 2021         | Annullato per pandemia di Coronavirus | Annullato per pandemia di Coronavirus      | Annullato per pandemia di Coronavirus         | Annullato per pandemia di Coronavirus |
| 2023         | WTA 250                               | Miyu Katō Aldila Sutjiadi                  | Leylah Fernandez Bethanie Mattek-Sands        | 1–6, 7–5, [10–4]                      |
| 2024         | WTA 250                               | Anna Danilina Viktória Hrunčáková          | Marie Bouzková Bethanie Mattek-Sands          | 6–3, 6(5)–7, [10–8]                   |
| 2025         | WTA 250                               | Jiang Xinyu Wu Fang-hsien                  | Aleksandra Krunić Sabrina Santamaria          | 6-4, 6-3                              |